# Chaos A.D.
Chaos A.D. é o quinto álbum de estúdio da banda brasileira de heavy metal Sepultura, lançado em 2 de Setembro de 1993. Gravado entre 1992 e 1993 no Reino Unido, Chaos A.D. marcou a mudança no som para o estilo groove metal, alterando a ênfase em tempos rápidos oriundos do death/thrash metal dos discos predecessores para uma mistura proeminente de influências de metal industrial, hardcore punk e música tradicional brasileira. As canções do álbum passaram a abordar com maior intensidade questões sociais como revoltas populares, conflitos territoriais e brutalidade policial. Essa mudanças viriam a tornar o grupo uma grande influência para bandas de groove, metal alternativo e nu metal. O álbum é considerado um dos melhores da banda e a música "Refuse/Resist" ficou na 26ª posição na lista das 40 maiores canções de heavy metal de todos os tempos, feita pelo canal de TV VH1. Chaos A.D. vendeu mais de um milhão de cópias mundialmente.
A revista Rolling Stone Brasil publicou a lista dos 100 maiores discos da música brasileira, na qual Chaos A.D. ocupou a 46ª posição. A edição principal estadunidense, por sua vez, considerou-o o 29º melhor álbum de metal de todos os tempos.

## Faixas
Todas as faixas escritas e compostas por Sepultura, exceto quando anotado. 
| N.º | Título                               | Letras                         | Duração |  |
| 1.  | "Refuse/Resist"                      | Max Cavalera                   | 3:20    |  |
| 2.  | "Territory"                          | Andreas Kisser                 | 4:47    |  |
| 3.  | "Slave New World"                    | Evan Seinfeld, Max Cavalera    | 2:55    |  |
| 4.  | "Amen"                               | Max Cavalera                   | 4:27    |  |
| 5.  | "Kaiowas"                            | (instrumental)                 | 3:43    |  |
| 6.  | "Propaganda"                         | Max Cavalera                   | 3:33    |  |
| 7.  | "Biotech Is Godzilla"                | Jello Biafra                   | 1:52    |  |
| 8.  | "Nomad"                              | Andreas Kisser                 | 4:59    |  |
| 9.  | "We Who Are Not as Others"           | Max Cavalera                   | 3:42    |  |
| 10. | "Manifest"                           | Max Cavalera                   | 4:49    |  |
| 11. | "The Hunt" (cover do New Model Army) | Justin Sullivan, Robert Heaton | 3:59    |  |
| 12. | "Clenched Fist"                      | Max Cavalera                   | 4:58    |  |

| Críticas profissionais                                                      | Críticas profissionais |
| Avaliações da crítica                                                       | Avaliações da crítica  |
| Fonte                                                                       | Avaliação              |
| --------------------------------------------------------------------------- | ---------------------- |
| allmusic                                                                    | [ 9 ]                  |
| Rolling Stone                                                               | [ 10 ]                 |
| Esta tabela precisa de ser acompanhada por texto em prosa. Consulte o guia. |                        |

| Reedição Americana de 1996 |                                                        |         |  |
| N.º                        | Título                                                 | Duração |  |
| 13.                        | "Chaos B.C."                                           | 5:12    |  |
| 14.                        | "Kaiowas (Tribal Jam)"                                 | 3:47    |  |
| 15.                        | "Territory (ao vivo)"                                  | 4:48    |  |
| 16.                        | "Amen/Inner Self (ao vivo)"                            | 8:42    |  |
| 17.                        | "Polícia" (cover dos Titãs, escrita por Tony Bellotto) | 1:48    |  |

'**' A faixa 17 (13 no lançamento original de 1993) está disponível apenas na versão brasileira.

## Singles
- "Territory" (1993)
- "Refuse/Resist" (1994)
- "Slave New World" (1994)